# Arthur Golden
Arthur Golden (n. 6 decembrie 1956 la Chattanooga, Tennessee) este un scriitor american, cunoscut pentru romanul istoric de succes "Memoriile unei gheișe", apărut în 1997.
Doctor în istoria artei japoneze la Universitatea Harvard și în istoria Japoniei la Universitatea Columbia, cunoaște dialectul mandarin al limbii chineze.
Romanul său a fost vândut în peste patru milioane de exemplare în engleză și a mai fost tradus în peste 30 de limbi.
1. ↑  IdRef, accesat în 2 mai 2020